# Khusraw Sultan
Khusraw Sultan (Lahore 1587 - Asirgarh 1626) fou el fill gran de l'emperador mogol Jahangir, net de Raja Bhagwan Das per part de la seva mare Shah Begum. Fou el favorit del seu avi Akbar que desitjava que un dia fos el successor.
Quan el seu pare va pujar al tron (1605) no va tardar a revoltar-se (1606) però fou derrotat i empresonat a Allahabad. Un temps després fou alliberat i va planejar una segona conspiració a la part occidental de l'imperi que fou avortada i altre cop detingut, passant la resta de la seva vida empresonat. Va morir a Asirgarh, al Dècan, el 1622, segurament assassinat per orde de Shah Jahan. Una germana de nom Sultan Nithar Begam, el va fer enterrar als jardins anomenats de Khusraw Bagh a Allahabad, ordenant la construcció d'un mausoleu.
El 1627 quan Shah Jahan va pujar al tron, els seus dos fills Dawar Bakhsh (conegut com a Bulaki) i Garshasp, foren immediatament executats.